# Terremoto di Fukushima del 2022
Il terremoto di Fukushima del 2022 è un evento sismico che ha colpito il Giappone il 16 marzo 2022 alle ore 23:36:33 locali (UTC-8). Il sisma ha avuto una magnitudo momento di 7.4 e un'intensità IX della scala MMS.

## Predisposizione tettonica
La placca del Pacifico, composta di litosfera oceanica, subduce sotto la placca di Okhotsk lungo un confine convergente situato al largo della costa orientale della metà settentrionale del Giappone. In questa posizione, la placca del Pacifico si sposta approssimativamente verso ovest rispetto alla placca nordamericana a una velocità di 70 mm/anno, subducendo sotto il Giappone presso la Fossa del Giappone. Questa zona di subduzione è in grado di produrre megasismi, evidenti nei documenti storici. Questa è la medesima zona di subduzione in cui si è verificato il terremoto e maremoto del Tōhoku del 2011.

## Eventi
Di seguito, la lista dettagliata delle scosse telluriche registrate dal 16 marzo 2022, escludendo quelle di magnitudo inferiore a 4.5; le scosse più forti (di magnitudo maggiore o uguale a 5.5) sono evidenziate in blu.
| Data locale   | Ora locale (UTC+9) | Magnitudo | Profondità ipocentro | Epicentro  | Epicentro   |
| Data locale   | Ora locale (UTC+9) | Magnitudo | Profondità ipocentro | Latitudine | Longitudine |
| ------------- | ------------------ | --------- | -------------------- | ---------- | ----------- |
| 16 marzo 2022 | 23:34:26           | 6.0       | 48.1                 | 37.689     | 141.658     |
| 16 marzo 2022 | 23:36:33           | 7.3       | 63.1                 | 37.702     | 141.587     |
| 17 marzo 2022 | 00:52:29           | 5.5       | 55.0                 | 37.806     | 141.853     |
| 17 marzo 2022 | 02:17:39           | 4.6       | 56.9                 | 37.779     | 141.989     |
| 17 marzo 2022 | 19:43:12           | 4.7       | 56.1                 | 37.820     | 141.792     |
| 17 marzo 2022 | 21:30:15           | 4.6       | 59.5                 | 37.994     | 141.943     |
| 18 marzo 2022 | 22:04:51           | 4.5       | 61.5                 | 37.988     | 141.739     |
| 19 marzo 2022 | 00:57:49           | 5.2       | 60.4                 | 37.774     | 141.791     |
| 20 marzo 2022 | 08:53:49           | 4.6       | 10.2                 | 39.465     | 143.461     |
| 20 marzo 2022 | 19:34:59           | 4.6       | 10.0                 | 39.508     | 143.371     |
| 23 marzo 2022 | 20:11:00           | 4.5       | 55.5                 | 37.771     | 141.632     |
| 24 marzo 2022 | 08:06:41           | 4.5       | 43.7                 | 37.898     | 142.198     |
| 24 marzo 2022 | 13:11:53           | 4.5       | 54.8                 | 37.808     | 141.821     |
| 25 marzo 2022 | 12:08:16           | 5.2       | 46.6                 | 37.591     | 141.347     |

## Tsunami
Il terremoto non ha generato un grande tsunami a causa della sua elevata profondità; esso ha causato un piccolo sollevamento del fondale marino quindi ha creato solamente piccoli spostamenti d'acqua.
Segue una tabella con i principali rilevamenti.
| Zona                        | Ora di arrivo (UTC+9) | Altezza (metri) |
| --------------------------- | --------------------- | --------------- |
| Iwaki, Fukushima            | 17 marzo, 00:36       | "piccolo"       |
| Ayukawa, Ishinomaki, Miyagi | 17 marzo, 01:41       | 0.1             |
| Porto di Sendai, Miyagi     | 17 marzo, 01:46       | 0.2             |
| Porto di Ishinomaki, Miyagi | 17 marzo, 02:14       | 0.3             |
| Soma, Fukushima             | 17 marzo, 03:15       | 0.2             |